# تفاحة آدم (فلم)
تفاحة آدم فيلم مصري تم إنتاجه عام 1966، من إخراج فطين عبد الوهاب و بطولة هند رستم و يحيى شاهين و حسن يوسف.

## تمثيل
- هند رستم
- يحيى شاهين
- حسن يوسف
- صلاح منصور
- ناهد صبري
- نعيمة وصفي
- ملك الجمل
- محمد العزبي
- عبد الغني قمر

## روابط خارجية
- مقالات تستعمل روابط فنية بلا صلة مع ويكي بيانات